# Communauté de communes de Caldaguès-Aubrac
La communauté de communes Caldaguès-Aubrac est, depuis le 1er janvier 2017, une ancienne communauté de communes française, située dans le département du Cantal et la région Auvergne-Rhône-Alpes.

## Historique
Elle est créée en 2002 à partir du SIVOM du canton de Chaudes-Aigues.
Le 7 mars 2016, la Commission départementale de coopération intercommunale du Cantal, réunie pour examiner le projet de schéma départemental de coopération intercommunale, propose, après examen des amendements, de fusionner la communauté de communes de Caldaguès-Aubrac avec les communautés de communes du Pays de Pierrefort - Neuvéglise, du Pays de Saint-Flour Margeride et de la Planèze.
Les communes et communautés de communes concernées ont validé cette proposition (voir annexe 1 de l'arrêté de création). La communauté de communes fusionne le 1er janvier 2017 au sein de Saint-Flour Communauté.

## Territoire communautaire

### Géographie
Elle était située dans la partie nord de l'Aubrac.

### Composition
Elle regroupait les 11 communes suivantes :
| Nom                          | Code Insee | Gentilé         | Superficie (km2) | Population (dernière pop. légale) | Densité (hab./km2) |
| ---------------------------- | ---------- | --------------- | ---------------- | --------------------------------- | ------------------ |
| Chaudes-Aigues (siège)       | 15045      | Chaudesaiguois  | 53,16            | 902 (2014)                        | 17                 |
| Anterrieux                   | 15007      |                 | 16,16            | 123 (2014)                        | 7,6                |
| Deux-Verges                  | 15060      |                 | 11,20            | 52 (2014)                         | 4,6                |
| Espinasse                    | 15065      | Espinassois     | 16,72            | 75 (2014)                         | 4,5                |
| Fridefont                    | 15073      |                 | 13,96            | 108 (2014)                        | 7,7                |
| Jabrun                       | 15078      | Jabrunais       | 34,03            | 160 (2014)                        | 4,7                |
| Maurines                     | 15121      | Maurinois       | 14,29            | 111 (2014)                        | 7,8                |
| Saint-Martial                | 15199      |                 | 14,19            | 75 (2014)                         | 5,3                |
| Saint-Rémy-de-Chaudes-Aigues | 15209      | Saint-Martinois | 14,87            | 115 (2014)                        | 7,7                |
| Saint-Urcize                 | 15216      | Saint-Urcizains | 54,30            | 506 (2014)                        | 9,3                |
| La Trinitat                  | 15241      | Miqualets       | 17,57            | 51 (2014)                         | 2,9                |

### Démographie
| 2009 | 2012  | 2013  |
| ---- | ----- | ----- |
| -    | 2 255 | 2 278 |

## Administration

### Siège
Le siège de la communauté de communes est situé à Chaudes-Aigues.

### Les élus
Le conseil communautaire de la communauté de communes de Caldaguès-Aubrac se compose de 24 membres représentant chacune des communes membres et élus pour une durée de six ans.
Ils sont répartis comme suit :
| Nombre de délégués | Communes |
| ------------------ | --- |
| 1                  | Anterrieux, Deux-Verges, Espinasse, Fridefont, Jabrun, Maurines, Saint-Martial Saint-Rémy-de-Chaudes-Aigues, La Trinitat |
| 5                  | Saint-Urcize |
| 10                 | Chaudes-Aigues |

### Présidence
Le président de la communauté de communes est Louis Raynal, maire d'Anterrieux.
| Période                                  | Période | Identité       | Étiquette | Qualité                               |
| ---------------------------------------- | ------- | -------------- | --------- | ------------------------------------- |
| Les données manquantes sont à compléter. |         |                |           |                                       |
| 2002                                     | ?       | Pierre Brousse | RPR-UMP   | maire de Chaudes-Aigues (1995 → 2008) |
| ?                                        | 2016    | Louis Raynal   | DVD       | maire d'Anterrieux (2001 → 2020)      |

## Projets et réalisations

### Projets
- projet de Parc Naturel Régional de l’Aubrac

### Réalisations
- centre thermal et thermoludique Caleden
- hôtel-restaurant Serge Vieira, étoilé au guide Michelin